# Cerkiew św. Jana Chryzostoma w Kiprowie
Cerkiew św. Jana Chryzostoma – prawosławna cerkiew w Kiprowie, w obwodzie archangielskim. Świątynia znajduje się na terenie eparchii archangielskiej Rosyjskiego Kościoła Prawosławnego.
Cerkiew została wzniesiona w 1655. Architektura budynku jest typowa dla drewnianych świątyń Rosyjskiej Północy: wejście do obiektu prowadzi przez pomieszczenie wykorzystywane jako jadalnia, z kilkoma kwadratowymi oknami. Główna nawa cerkwi jest wzniesiona na planie kwadratu. Kryje ją dach namiotowy na sześciobocznej podstawie, zwieńczony cebulastą kopułką. Podobna konstrukcja usytuowana jest u styku jadalni i nawy. Wschodnią elewację cerkwi zdobi motyw oślego łuku.
We wnętrzu świątyni, na wewnętrznej stronie dachu namiotowego, znajduje się malowidło ukazujące niebiosa, z postaciami dwunastu Apostołów w narożnikach oraz z wizerunkiem Chrystusa w centralnej części. Dach nawy oraz jadalni podtrzymywany jest przez drewniane filary dekorowane motywami roślinnymi.
W bezpośrednim sąsiedztwie cerkwi znajduje się dzwonnica, wzniesiona na planie sześciokąta i zwieńczona dachem namiotowym.